# Opichén (Opichén)
Opichén es una localidad del estado de Yucatán, México, cabecera del municipio homónimo ubicada aproximadamente 22 km al noroeste de Muna y 20 km al sureste de Maxcanú.

## Toponimia
El toponímico Opichén significa en idioma maya «dentro del pozo», se desprende de las voces op que significa dentro y chen, pozo, cueva. 

## Datos históricos
Opichén está enclavado en el territorio que fue la jurisdicción de los Tutul Xiúes antes de la conquista de Yucatán.
Durante la colonia estuvo bajo el régimen de las encomiendas, entre otras la de Íñigo de Sugasti en 1607; Pedo de Santo Domingo Campos y Diego Hidalgo Bravo en 1639; Juan Esteban de Aguilar, Cristóbal Matías Hidalgo Bravo, Juan Esteban Tello de Aguilar en 1652 y Ana de Vaneda Villegas en 1705. 
En 1825, perteneció el pueblo al Partido del Camino Real Bajo. 
En 1847, fue escenario de cruentos combates durante la denominada Guerra de Castas. 
En 1911, desde esta localidad, el político Delio Moreno Cantón inició un fuerte movimiento opositor al gobierno de Nicolás Cámara Vales. 

## Sitios de interés turístico
En Opichén se encuentra un templo en el que se venera a San Bartolomé, construido en el siglo XVIII. También la capilla de la Mejorada, edificada en el mismo siglo.
En las inmediaciones está el casco de la exhacienda ganadera y henequenera de Calcehtok en cuyo derredor está la localidad del mismo nombre.
También, y de manera conspicua, las llamadas grutas de Calcehtok, un sistema complejo de cavernas conectadas que contienen atractivas formaciones geológicas,  a las que se accede por un cenote y en las que han sido encontrados vestigios arqueológicos mayas de diversas épocas.